# 西ノ園達大
西ノ園 達大（にしのその たつひろ、1970年〈昭和45年〉12月23日 - ）は、の俳優・ナレーター・シンガーソングライター。元劇団「TEAM 発砲・B・ZIN」劇団員(2007年の解散まで)。
オフィスPSC所属。演劇＆音楽のコラボユニット「3☆COLORS」のリーダー。日本大学芸術学部演劇学科卒業。剣道家(六段/歴40年)。特技は楽器演奏、歌、殺陣、アクション。

## 略歴
千葉県船橋市出身。千葉県立薬園台高等学校、日本大学芸術学部演劇学科卒業。
1997年（平成9年）、主宰きだつよしら日芸OBによる劇団TEAM 発砲・B・ZINに入団し、劇団2007年の解散まで全ての作品に出演。在籍中より外部舞台公演、TVドラマ、映画と幅広く活躍。
最近の出演の作品では、NHK BSプレミアム『陽だまりの樹』（レギュラー）ほか、映画『踊る大捜査線 THE FINAL 新たなる希望』など。
2003年より、シンガーソングライターとしての活動を始め、ソロアルバムのリリースほか、楽曲提供なども多数。自ら立ち上げたユニット3☆COLORSでは、アルバム『Orange』をリリース。

## 出演

### テレビドラマ
フジテレビ
- 世にも奇妙な物語 秋の特別編 (1998年)〜中学教師〜 - 数学教師 坂上 役
- 新・愛の嵐 第13話、第14話 - 刑事戸田 役
- HERO 第6話 - 市川英二 役
- 恋愛結婚の法則 第1話 - ギャルソン 役
- 風の行方 - 準レギュラー 編集者 塚本 役
- リップスティック 第4話 - ビジネスマン 役
- タブロイド 第5話、第6話
- ダイヤモンドガール - 近藤医師 役
- 2008年新春スペシャル・ドラマ「となりのクレーマー」 - 和食器売り場係長 鈴木 役
- 白と黒 第57話 - 刑事名倉 役
- アベレイジ2（2008年10月） - TV局プロデューサー 役
- 金曜プレステージ・土曜プレミアム 浅見光彦シリーズ第40弾スペシャル「棄霊島」 - 刑事宮内 役
- 金曜プレステージ 罪と女とミステリー「森村誠一サスペンス・破婚の条件」 - 山下刑事　役
- 踊る大捜査線 THE LAST TV サラリーマン刑事と最後の難事件 - 本庁捜査員 役
- モメる門には福きたる 第12話・13話 - 小平圭一 役
- 明日の光をつかめ〜2013夏〜 第11話 - 立花浩役 役
- 出張鑑定人・宝来伝吉2 - 西岡重之 役
- オトナの土ドラ『さくらの親子丼』第1話（芸能プロダクションチーフマネージャー　金澤次郎 役）
- ドクターホワイト - 三田村 役
- ホスト相続しちゃいました - 尾田秀雄 役

日本テレビ
- 正義のサラリーマン - しんドラ
- ボーダー 犯罪心理捜査ファイル 第8話 - 相川 役
- 金曜ロードSHOW! 銭形警部 - リポーター 役

TBS
- 温泉へ行こう2 第28話 - 岩田 役
- 週末婚 第5話、第12話 - 秋元 役
- ホステス探偵危機一髪6
- エジソンの母 第3話 - 教師 役
- 月曜ゴールデン
  - 「占い師みすず 事件は運命の彼方に3幼児白骨死体と刑事刺殺!東京〜沼津を結ぶ死の接点…哀れ母親が16年抱えた罪と罰…タロットが示す親子愛の運命とは!?」（2008年6月23日） - 城西警察署刑事・栗原 役
  - 森村誠一サスペンス「正義の証明」（2011年9月26日） - モデルガンショップ主人・大森悟 役
  - 「守護神・ボディーガード 進藤輝」（2012年6月11日） - 南颯太（伊澤柾樹）に近づいた不審者・佐々木博昭　役
- 金曜ドラマ「大奥〜誕生［有功・家光篇］」第2・3話 - 侍 役
- 日曜劇場「空飛ぶ広報室」第10話 - 尾添プロデューサー 役
- 東京スカーレット 第1話 - 捜査二課刑事　役

テレビ朝日
- 相棒
  - season2 第5話「蜘蛛女の恋」 - 刑事 役
  - season3 第10話 「ゴースト〜殺意のワイン」- 三原健夫 役
  - season4 第10話「殺人生中継」 - AD・神崎 役
  - season7 第1話2時間スペシャル「還流〜密室の昏迷」・第2話「還流〜悪意の不在」 - NGOのスタッフ・山口 役
  - season16 第17話 - 文部科学省総合教育局教科書企画課長・城島忠彦 役
- 土曜ワイド劇場
  - 「救急救命士・牧田さおり7」 - 菅原翔太 役
  - 「失踪調査人・港 亮介」 - 佐藤智也 役
  - 「逆転報道の女2」 - 森 幸治郎 役
- 木曜ドラマ「DOCTORS〜最強の名医〜」- 東幸之助 役
  - 第7話・第8話
  - スペシャル
- 警視庁捜査一課9係
  - 警視庁捜査一課9係 season8 第6話 - 黒吉岳男 役
  - 警視庁捜査一課9係 season12 第2話 - 大学准教授 岡村孝昌 役
- 民王スピンオフ～恋する総裁選～ - 議員竹山 役
- トットちゃん!（2017年） - 近藤昭義 役
- 『黒革の手帖』最終話 - 国税局査察部職員 役
- 科捜研の女 Season21 第3話（2021年11月4日） - 磐田誠一郎 役
- 特捜9 final season 第9話（2025年6月4日） - 戸山次郎 役[3]

テレビ東京
- ドクター調査班　第2話 - 医師 下川 役
- ドラマ25「デッドストック -未知への挑戦- 」第4話 - ディレクター 役
- 駐在刑事（2018年） - 氷川康男
- ダブルチート 偽りの警官 Season1 第7話（2024年6月7日、テレビ東京・WOWOW） - 清塚誠司 役[4]

NHK
- NHK-BSプレミアム「陽だまりの樹」 - 楠 音次郎 役
- 大河ドラマ「元禄繚乱」 - 滝口彦四郎 役
- NHK-BSプレミアム　コズミックフロント『宇宙に届け　こうのとり』 - 山中浩二 役
- NHK-BSプレミアム「この世にたやすい仕事はない」第3・4話 - 福元耕一 役
- Eテレ「ボキャブライダー on TV『時代遅れ』」(美容師役)

WOWOW
- ドラマW「空飛ぶタイヤ」 - 安友研介 役

BeeTV
- 減量ボクサー - 黒澤 役

Tokai-tvj
- 温水洋一の死ぬかと思った!「男なら飛べ」編 - 主演：石田一郎 役

BS朝日
- 市長はムコ殿 第6話 - 馬場修司 役

### 映画
- 踊る大捜査線 THE MOVIE　 - 本庁捜査員 役
- 踊る大捜査線 THE FiNAL 新たなる希望  - 本庁捜査員 役

### TV-CM
- キャリアスタッフ（現アデコ） - ビジネスマン
- 北海道拓殖銀行 - 銀行員
- アサヒフード「バランスアップ」 - メイン・ビジネスマン
- 三共 (製薬会社)「新三共胃腸薬」 - ビジネスマン
- 森永製菓「チョコボール」 - メイン・ウエイター
- 富士写真フイルム「写ルンです【与作】」
- 富士写真フイルム「写ルンです【ギンギラギン】」
- 東芝リブレット - メイン・ビジネスマン
- エステティックTBC - ビジネスマン
- PlayStation「みんなのゴルフ」 - メイン・ビジネスマン
- 明治乳業「フォレット」 - ウエイター
- 富士写真フイルム「写ルンです【Mr.サマータイム】」
- 富士写真フイルム「写ルンです【あずさ2号】」
- グリコ「キスミント【小指の思い出編】」 - メイン・ビジネスマン
- 郵便局簡易保険「カンポ」 - メイン・夫婦
- NTTドコモ北海道 - メイン・青年
- 大和証券「ダイワダイレクト」 - メイン・ビジネスマン
- 森永製菓「ハイチュウ」 - カップル
- 花王「チェック」
- National「パルックボールスパイラル」 - 父親
- ミツカン「金のごまだれ」 - 夫婦
- オリエンタルランド「ディズニー・ハロウィーン」 - メイン・夫婦
- 全薬工業「ジキニン」 - メイン・カップル
- サントリー「サマーショット」“爽快な声”篇 - メイン・がぶ飲みする男性
- 全薬工業「リコリス」 - メイン・お父さん
- 「ジェームス」 - メイン・お父さん
- 「フォルクスワーゲン」空港編 エコカー補助金ラストチャンス
- 「アストラゼネカ逆流性食道炎 胸やけ編」
- 地元ルネッサンス(株式会社アイデム)　“アイデム演劇プロジェクト”第4弾　(Web-CM)　『シャーロックンロール・ホームズ』　(ワトソン役)
- 地元ルネッサンス(株式会社アイデム)　“アイデム演劇プロジェクト”第5弾『そこそこ美女と野獣』

### 舞台
1992年
- 「幸せな終わりの始まり」劇団現場Vol.1 (作: 小林剛 / 演出: 千葉豊) @アートスペース・サンライズホール
- 「CYNICAL THEATER」劇団現場Vol.2  (原案・監修: 嘉本勉 / 作・演出: 小林剛・松尾健・秋山正之・西ノ園達大) @大塚ジェルスホール

1993年
- 「Night Club」劇団現場Vol.3 (作: 小林剛 / 演出: 秋山正之) シアターグリーンフェスティバル'93参加 @シアターグリーン
- 「底浅い男達の挽歌！」劇団現場Vol.4 (作: 嘉本勉 / 演出: 秋山正之) @明石スタジオ
- 「OIOIOI」TEAM 発砲・B・ZIN Vol.4 (作/演出: きだつよし)客演 @ザ・スズナリ

1994年
- 「刑務所と社会人と甘いわな」劇団現場Vol.5  (作: カモトツトム / 演出: 鈴木賢太郎) @シアターグリーン
- 「駄馬駄馬駄馬駄馬」劇団現場企画公演 (企画: 西ノ園達大 / 原案・構成・演出: 劇団現場) @北沢タウンホール
- 「THAT'S ALL」劇団現場Vol.６  (作/演出: 劇団現場) @シアターモリエール

1995年
- 「デヴ・ジャ'95」劇団AMP2 客演  (作/演出: 新井総) @シアターモリエール
- 「ゼイッ オー!!」劇団現場Vol.7  (作/演出: 劇団現場) たまげわげき'95参加 @玉川高島屋ARENA HALL

1996年
- 「阿呆鳥の羽」劇団現場Vol.8 解散公演 @シアターモリエール
- 「トランスホーム」TEAM 発砲・B・ZIN Vol.10 客演 (作/演出: きだつよし) @ザ・スズナリ
- 「天は屋根、空は窓」BQMAP 客演 (作/演出: 奥村直義) @萬スタジオ
- 「ジャスキスデス」TEAM 発砲・B・ZIN Vol.11 客演 (作/演出: きだつよし) @下北沢駅前劇場

1997年
- 「ワンダバ」TEAM 発砲・B・ZIN Vol.12 @ザ・スズナリ
- 「circus」江古田Rocket.Romance 客演   (作: 嘉本勉 / 演出: 嘉本勉・秋山正之) @東京芸術劇場小ホール

1998年
- 「ゴメンバー」TEAM 発砲・B・ZIN Vol.13 @本多劇場
- 「トランスホーム リフォーム」TEAM 発砲・B・ZIN Vol.14 @シアターサンモールほか
- 「カケルエックス」TEAM 発砲・B・ZIN Vol.15 @シアターサンモールほか

1999年
- 「ビデオ・デ・ゴメンバー」TEAM 発砲・B・ZIN Vol.16 @シアターアプルほか

2000年
- 「ジャスキス・トリロジー」TEAM 発砲・B・ZIN Vol.17@本多劇場
- 「パレット」TEAM 発砲・B・ZIN Vol.18 小劇場プレミアム公演@三鷹芸術劇場星のホールほか

2001年
- 「センゴク・プー」TEAM 発砲・B・ZIN Vol.19 @本多劇場ほか
- 「OIL089(オイルゼロハチキュー)」Dotoo！ 客演 (作/演出: 福田卓郎)  @中野ポケット
- 「あたっくNo.1」劇団方南ぐみ(作/演出: 樫田正剛) @東京芸術劇場小ホール
- 「ゴメンバー・デ・ショウ」TEAM 発砲・B・ZIN Vol.20【10周年記念公演】@全労済ホールスペース・ゼロほか

2002年
- 「knob」GSDドラマリーディング Vol.6 (作: 夏井孝裕 / 演出: 長谷基弘)
- 「ハッポウマニア」TEAM 発砲・B・ZIN 10周年記念ファン感謝スペシャルライブショウ @全労済ホールスペース・ゼロ
- 「メルダイバー」TEAM 発砲・B・ZIN Vol.21 @天王洲アートスフィアほか
- 「サムライデュオ」CHAIN PROJECT＃2 FIRST ACT (作/演出: きだつよし) @東京FMホール

2003年
- 「オス！」TEAM 発砲・B・ZIN Vol.22 @本多劇場ほか
- 「あたっくNo.1」再演 劇団方南ぐみ(作/演出: 樫田正剛) @東京芸術劇場小ホール
- 「センゴクプー～戦国・風～」フジテレビ / アールユーピー(作/演出: きだつよし 主演: 大野智) @東京グローブ座
- 「トランスホーム〜インターナショナルバージョン〜」TEAM 発砲・B・ZIN vol.23 ＠本多劇場/近鉄小劇場

2004年
- 「舞浜・角谷町・駅前通り」心日庵 (脚色: 菊池隆則 / 演出: 丹治大吾) @西荻WENZスタジオ
- 「カケルエックス デラックス」TEAM 発砲・B・ZIN @本多劇場ほか
- 「ハロルドとモード」全労済ホールスペース・ゼロ提携公演 (原作: コリン・ヒギンズ / 演出: 堤泰之) ＠スペース・ゼロ

2005年
- 「ツカエナイト」TEAM 発砲・B・ZIN @本多劇場ほか
- 「ハッポウサイ〜ハッポウと遊ぶ夏休みスペシャル〜'05 真夏の劇団祭り!!〜」TEAM 発砲・B・ZIN @シアターサンモール
- 「見果てぬ夢」鈴置洋孝プロデュース(作/演出: 鈴置孝洋) @北海道道新ホールほか

2006年
- 「テングメン」TEAM 発砲・B・ZIN @本多劇場ほか
- 「愛の讃歌」KOYA・MAP vol.1 (作: 演出 / 小山剛志) @シアターグリーン
- 「純粋人」LEMON LIVE vol.1 (作: 演出 / 斉藤栄作) @下北沢駅前劇場
- 「マジヨ」TEAM 発砲・B・ZIN @全労済ホールスペース・ゼロほか
- 「テンセイクンプー～転世薫風～」フジテレビ / アールユーピー (作/演出: きだつよし 主演: 大野智) @青山劇場ほか

2007年
- 「ジューゴ」TEAM 発砲・B・ZIN 15周年＆解散公演 @本多劇場ほか
- 「ザギンの野暮天」あんぽんたん組合 (作・演出 樫田正剛) @赤坂レッドシアター
- 「この素晴らしき世界」ゲスト出演  鈴置洋孝プロデュース   @シアターサンモール
- 「見上げた空に見えたモノ」3☆COLORS PRESENTS(構成・演出: 3☆COLORS) @横浜Thumbs up

2008年
- 「見上げた空に見えたモノ」NEW YEAR TOUR 2008 3☆COLORS PRESENTS (構成・演出: 3☆COLORS) @京橋BERONICAほか
- 「プーシリーズ Episode1 アマツカゼ 〜天つ風〜」　フジテレビ / アールユーピー (作/演出: きだつよし 主演: 大野智) @青山劇場ほか
- 「なんせんす」あんぽんたん組合 (作・演出 樫田正剛) @赤坂レッドシアター
- 「三丁目の夕日」明治座11月特別公演 (作: 飯野陽子 / 演出: 堤泰之) ＠明治座

2009年
- 「情熱の僕のパンチ」クンジードーvol.1 ＠新宿シアターモリエール
- 「旅立ちの歌」大阪公演 3☆COLORS PRESENTS(構成・演出: 3☆COLORS )@京橋BERONICA
- 「エブリ リトル シング '09」FIELDS presents 連作短編シアター(原作: 大村あつし / 演出: 岡村俊一) @銀河劇場
- 「旅立ちの歌」東京公演 3☆COLORS PRESENTS(構成・演出: 3☆COLORS)@南青山MANDALA
- 「傀儡の獣」東京ハートブレイカーズ X (作: 石曽根有也 / 演出: 斎藤栄作) @テアトルBON BON

2010年
- 「ULTRA PURE!」(作・演出：福島三郎) @東京グローブ座ほか
- 「天聖八剣伝」(作・演出：きだつよし) @天王洲銀河劇場
- 「THE 面接」方南ぐみ企画公演 (作・演出：樫田正剛) @青山円形劇場

2011年
- 「スミレ刑事の花咲く事件簿」(脚本：樫田正剛 演出：星田良子) ＠新国立劇場中劇場ほか
- 「ニッポン無責任新世代」(作・演出：後藤ひろひと)  @日比谷シアタークリエ ほか
- 「雲の切れ間を探しに」3☆COLORS PRESENTS (構成・演出: 3☆COLORS) ＠横浜Thumbs up

2012年
- 「飛び加藤〜幻惑使いの不惑の忍者〜」(脚本：蒔田光治 演出：河原雅彦) ＠シアタークリエ ほか
- 「大江戸緋鳥808」(原作：石ノ森章太郎 演出：岡村俊一)　＠明治座

2013年
- 「ヒノダン」TEAM 発砲・B・ZIN　復活公演　@本多劇場
- 「大和三銃士 〜虹の獅子たち〜」（劇作・脚本：齋藤雅文　演出：きだつよし)　＠新橋演舞場
- 「日付のないカレンダー」トライフルエンターテインメントプロデュース（脚本・演出：西永貴文(猫☆魂)) ＠中野ザ・ポケット

2014年
- 劇団ジュークスペース 第9回公演『けんかとにおい』（脚本：我善導／演出：大岩美智子）日替わりゲスト出演
- 「BACK STAGE」（作・演出：池田鉄洋）＠シアタークリエ ほか
- 「ガラスの仮面」（原作：美内すずえ　脚本・演出：G2）＠青山劇場
- 「コミックジャック」(原案：奥村直義　脚色・演出：きだつよし)　＠サンシャイン劇場

2015年
- 「菊次郎とさき～1964・北野家の逆転！？金メダル狂騒曲！～」(原作：ビートたけし　脚本：輿水泰弘　演出：石橋冠・寺﨑秀臣）＠EXシアター六本木　ほか
- 「ロケットロード」 3☆COLORS PRESENTS　The Public Performance Vol.4  feat.SOONERS　(構成・演出： 3☆COLORS) ＠南青山MANDALA
- 「BOMBER-MAN/初夏の浅草の秘密」方南ぐみ企画公演　(作/演出: 樫田正剛) @中目黒キンケロシアター
- 「三匹のおっさん」(原作：有川浩　 脚本・演出：田村孝裕)　＠明治座　ほか

2016年
- 「片想い」方南ぐみ企画公演 (脚本・演出 樫田正剛) @ 俳優座劇場
- 「美男高校地球防衛部LOVE!活劇!」(原作：馬谷くらり 脚本・演出： 村上大樹) ＠Zeppブルーシアター六本木
- 「ガラスの仮面」(原作：美内すずえ　脚本・演出：G2) ＠新橋演舞場ほか
- 「パタリロ!」ー声の出演　(原作：「パタリロ！」魔夜峰央　脚本：池田鉄洋　演出：小林顕作) ＠紀伊國屋ホール

2017年
- 「由紀さおり特別公演 ～心にしみるお芝居と昭和の名曲で綴る魅惑のひとときを～」(脚本：樽井涼　演出：金子良次)  @明治座
- 「向日葵のかっちゃん」(原作： 西川司　脚本・演出： わかぎゑふ) @博品館劇場
- 『京の螢火』(原作：織田作之助「螢」　司馬遼太郎「竜馬がゆく」　脚本 北條誠より　脚本・演出：わかぎゑふ)　＠明治座

2018年
- オフィスPSCプロデュース第一弾『殺人ラヂヲ』(脚本・演出：わかぎゑふ)　＠シアターKASSAI

2024年
- 「須く、一歩進む」（脚本・演出：村田裕子）＠こくみん共済 coop ホール/スペース・ゼロ[5]

### ライブ
1998年
- 「僕たちはこのたび、コンサートをやることにしました。」サタデイズ

1999年
- 「もう一度あつまったわけ」サタデイズ
- ライヴイベント「ゆとりナイト」ゆとり

2000年
- 「中学生の頃つくってしまった、今聞くととってもはずかしいオリジナルMy Bestテープ」サタデイズ

2004年
- 中島TAME文明 presents「ボイス＆リズム」
- 千葉・野田夏祭り踊り七夕2004「上町七夕広場」ステージ(TEAM 発砲・B・ZIN サーフィン部として)
- 日テレ-4-tune 湘南海の家特設ステージ(TEAM 発砲・B・ZIN サーフィン部として)
- 「We do have a dream 〜中村隆道、極マレリ。〜」(TEAM 発砲・B・ZIN サーフィン部として)
- FM湘南ナパサ公開録音 中村隆道 withサーフィン部
- 新潟中越地震チャリティーライブ「SING FOR TOMORROW」
- 中島TAME文明「100本ロックFINAL〜そしてわかった、歌が好き！〜」ゲスト出演

2005年
- FM湘南ナパサ公開録音「湘南ライン〜ナパサミュージックトレイン“早春号”」
- HP開設1周年記念LIVE「Tatsuhiro Nishinosono 1st Anniversary Music Festa」
- 「Groovy Circus 2005〜ナツガクルマエニ〜」with Tast of Chocolate_
- 「七夕“Dream On ”Acoustic Night」with 中村隆道
- Tast of Chocolate LIVE「高鷹ファンク」ゲスト出演
- 西ノ園タツヒロ　“GEKI”CHRIMAE TOUR 2005
  - 横浜「Groovy Circus 2005〜イヴガクルマエニ〜」with Tast of Chocolate
  - 江古田 ワンマンLIVE「ドミノスマイル」
  - 三軒茶屋 ワンマンLIVE「紅の味 veni-no-aji」
  - 「Groovy Circus 2005〜年末特別企画 ザ・忘年会！〜」with Tast of Chocolate

2006年
- 「Tast of Chocolate 2nd CD 発売記念LIVE」ゲスト出演
- 西ノ園タツヒロ Spring Tour 2006 “TENGUMEN様のおかげです…”
  - 三軒茶屋「Groovy Circus 2006〜G.Wガクルマエニ〜」with Tast of Chocolate
  - 横浜「APRIL GROOVERS」
  - 長野「西ノ園タツヒロ & Taste of ChocolateLIVE in 長野」
  - 大阪「西ノ園タツヒロ With 発砲デリバリー LIVE in 大阪 〜上方お届け！〜」
  - 西ノ園タツヒロ　ワンマンLIVE「サンチャ版・夏の夜の夢」　　　　　　　　　　　　　　　　　　　　　　　　　　　　　　　　　　　　　　　
  - 「Groovy Circus 2006〜ゴセンゾサマガクルマエニ〜」with Tast of Chocolate　D.O.R. Presents「“2007 Count Down Live” with中村隆道」

2007年
- 「Groovy Circus 2007〜バレンタインデーガクルマエニ〜」with Tast of Chocolate
- 西ノ園タツヒロ＆Sugar Style Spirit LIVE in 大阪
- TATSUHIRO NISHINOSONO & U:KO PRESENTS SPECIAL LIVE IN YOKOHAMA「艶ナイト〜たっぷり絡ませていただきます〜」
- 「Groovy Circus 2007〜ナツヤスミガクルマエニ〜」with Tast of Chocolate
- 「Groovy Circus Summer Festival 2007 〜Fifteen GUYS from East & West〜」with Tast of Chocolate & Sugar Style Spirit
- Taste of Chocolate & 西ノ園タツヒロ「Groovy Circus Delivery 2007 in NAGANO」
- 3☆COLORS PRESENTS「見上げた空に見えたモノ」
- 矢吹卓「Birthday Live」ゲスト出演
- Taste of Chocolate LIVE 〜The future laboratory：the second period〜「締めは山ちゃん!! Happy Bassday!」ゲスト出演
- 「2007 T.N. Christmas Special Live」ゲスト出演
- 西ノ園タツヒロ　ワンマンLIVE「BE BORN AGAIN」

2008年
- 3☆COLORS PRESENTS「見上げた空に見えたモノ」NEW YEAR TOUR 2008
- Groovy Circus 10th Anniversary Special Live〜サヨナラガクルマエニ〜
- 西ノ園タツヒロ　“ドミノスマイル”TOUR 2008 in 長野・東京・兵庫
- 西ノ園タツヒロ　“ドミノスマイル”TOUR 2008 〜秋の夜長☆アコースティックナイト〜 in 東京・兵庫・大阪・長野
- 西ノ園タツヒロ　“ドミノスマイル”TOUR 2008 FINAL 〜EARTH RISE〜

2009年
- 飯田橋セントラルプラザRAMLA「アコースティックフライデー」1.16
- Groovy Circus 2009 〜星の数だけ抱きしめて〜 with 荒木ケースケ
- 飯田橋セントラルプラザRAMLA「アコースティックフライデー」4.17
- 中村隆道「なんにもないライブ」ゲスト出演
- 西ノ園タツヒロ　ACOUSTIC LIVE「SUMMER TOUR 2009 “Life is wonderful!”」東京・長野・広島・大阪・兵庫
- 西ノ園タツヒロ　“Life is wonderful!”　ACOUSTIC TOUR FINAL 〜夏をはみだして〜
- 3☆COLORS ありがとう2009 年末スペシャルライブ「空〜ソラ☆カラ〜」

2010年
- 3☆COLORSゲスト出演「New Year CARAROCK FES.2010」＠SHIBUYA-AX
- SPRING LIVE TOUR 2010 “桜飛沫〜さくらしぶき〜”東京・長野・横浜・兵庫
- SUMMER LIVE in 下北沢「MAGICAL CONDUCTOR」
- Fumiaki Nakajima PRESENTS SUMMER VACATION〜タメさんの夏休み〜
- ACOUSTIC LIVE 2010 FINAL「SARABA 30s」

2011年
- ACOUSTIC LIVE 2011「Ray of Shine」＠Live&Dining Bar 音楽室DX
- X'mas LIVE 2011「Getting Ready For Christmas!」＠Live&Dining Bar 音楽室DX

2012年
- 3☆COLORS TALK&LIVE EVENT「雲の切れ間を探しに行ってきました。〜笑いと涙の東北珍道中より〜」＠横浜THUMBS UP
- 3☆COLORS LIVE「Orange〜アシタノユウヒ〜」＠横浜THUMBS UP

2013年
- 3☆COLORS 新春関西 LIVE TOUR 2013 in KOBE ワンマンLIVE「A COLOR OF ORANGE」＠三宮 Live House CASH BOX
- 3☆COLORS 新春関西 LIVE TOUR 2013 in OSAKA 国際NLリラクゼーション協会主催チャリティーイベント「B HOME　〜あなたが持ち帰るべきものがここにある〜」＠大阪中央公会堂
- 3☆COLORS 新春関西 LIVE TOUR 2013 in OSAKA「Song for the SMILE! vol.4 〜歌のチカラが生きるチカラだ。〜」＠大阪 amHALL（アムホール）
- 秋本奈緒美×西ノ園タツヒロ PRESENTS S.A.T-LOVERS ONE NIGHT SPECIAL LIVE「Charge up Your Smile！〜口角引き上げ大作戦〜」＠横浜THUMBS UP
- 3☆COLORS×ダイナマイトしゃかりきサ〜カス「しゃカラー☆ナイトフィーバー〜キミの心にダイナマイトを仕掛けたぜ！〜」in OSAKA ＠大阪・中津ミノヤホール
- 西ノ園タツヒロ アコースティックワンマンLIVE「再会」＠高田馬場 ライブ&ダイニングバー音楽室DX
- 3☆COLORS×ダイナマイトしゃかりきサ〜カス「しゃカラー☆ナイトフィーバー〜キミの心にダイナマイトを仕掛けたぜ！〜」in YOKOHAMA ＠横浜THUMBS UP

2014年
- 西ノ園タツヒロ　アコースティックワンマンLIVE『ユメノツヅキ』＠高田馬場 ライブ&ダイニングバー音楽室DX
- 3☆COLORS KANSAI TOUR 2014「THREE COLORS OF SHAKARIKI SPIRIT」　Sugar Style Spirit ×3☆COLORS　SPECIAL LIVE『しゅが☆カラ　ファイティングスピリット　Round 1』＠大阪・中津　ミノヤホール
- 3☆COLORS KANSAI TOUR 2014「THREE COLORS OF SHAKARIKI SPIRIT」　NPO法人 NLプロジェクト イベント『B HOME 2014　～持ち帰るべきものがここにある～』ゲスト出演　＠大阪・京橋ベロニカ（BERONICA）
- 3☆COLORS KANSAI TOUR 2014「THREE COLORS OF SHAKARIKI SPIRIT」　3☆COLORS×ダイナマイトしゃかりきサ～カス SPECIAL LIVE『 しゃカラー☆ナイトフィーバー Vol.2 ～俺のハートはもう爆発寸前！～』＠神戸三宮 Live House CASH BOX

2015年
- 三浦剛presents　手話ソングライブ『Music Sign vol.2』＠ I LOVE TOKYO　ほか
- 『ロケットロード』3☆COLORS PRESENTS (構成・演出: 3☆COLORS)@南青山MANDALA
- 『Groovy Circus 2015 X'mas Special　～西ノ園タツヒロ × SOONERS × 里地帰』　＠高田馬場 ライブ&ダイニングバー音楽室DX

2016年
- 3☆COLORS SPECIAL LIVE 「船橋市 ちょっとよりみちライブ vol.148 『空に放つ心の歌～』」　＠船橋 市民文化創造館（きららホール）
- 西ノ園タツヒロ　アコースティックワンマンLIVE　『LET'S JUST WALK ABOUT！』　＠高田馬場 ライブ&ダイニングバー音楽室DX
- 三浦剛『Music Sign vol.4　〜手話ソングライブ〜』　＠CBGKシブゲキ!!
- 西ノ園タツヒロ ワンマンLIVE 2016『BACK STAGE』　＠高田馬場 ライブ&ダイニングバー音楽室DX

2017年
- 三浦剛 presents 『Music Sign ～新年会～』ゲスト出演　＠人形町サロンゴカフェ
- 西ノ園タツヒロ アコースティックワンマンLIVE 2017『UTA-MAN』　＠高田馬場 ライブ&ダイニングバー音楽室DX
- 三浦剛　presents『Music Sign vol.8』ゲスト出演　＠銀座ラウンジZERO
- 『Groovy Circus 2017 〜 竹原智明 × 西ノ園タツヒロ feat. L'avenir』 ＠三軒茶屋Grapfruit moon

2018年
- 『UTAランドトーキョウ vol.21』＠御茶ノ水KAKADO
- 西ノ園タツヒロ ワンマンLIVE 2018 『ミライアルバム』＠高田馬場 ライブ&ダイニングバー音楽室DX

### TV-CM ナレーション
- リクルート「Being 東海」他
- ロッテ「ガーナチョコ」
- 東芝「クリーナー」
- トヨタ自動車「ハイラックスサーフ」

### ラジオ-CM ナレーション
- 東京海上日動、村田製作所、大正製薬、WOWOW 他多数

### ラジオドラマ
- オロナインH軟膏「泣きたいときのクスリ」
- J-WAVE 講談社「ナイトストーリー 〜逃亡くそたわけ〜」
- 味の素プレゼンツ ドラマSUPREME「泣きたいときのレシピ」出演：持田真樹・西ノ園達大
- 三ツ矢サイダーショートストーリー「キミの笑顔」出演：秋本奈緒美・西ノ園達大
- TOKYO FM「Song Stories」第19回 出演：中江友里・西ノ園達大
- FMシアター （NHK-FM）
  - 『ビンテージで行こう』（2003年8月2日、作：安形眞司／演出：吉田努） - 主演・勇気 役[6]
  - 『うつ病九段』（2019年7月13日）[7]
  - 『JUST A HERO』（2024年11月9日）[8]
- 「ラジオ劇団・小さな奇跡」レギュラー

### アニメ
「OVERMANキングゲイナー」 - 整備兵 役